# Lewon Aronjan
Lewon Aronjan, auch Levon Aronjan, englische Transkription und FIDE-Schreibweise Levon Aronian (armenisch Լևոն Արոնյան; * 6. Oktober 1982 als Lew Aronow in Jerewan, Armenische SSR, Sowjetunion) ist ein armenischer Schachgroßmeister der Weltspitze. Er ist ehemaliger Weltmeister im Schnellschach und ehemaliger Weltmeister im Blitzschach. Vom 4. Oktober 2003 bis zum 14. Mai 2004 war er für den Deutschen Schachbund spielberechtigt. Seit dem 30. November 2021 spielt er für den Schachverband der USA.

## Leben

### Schachliche Entwicklung
Aronjans Vater war ein weißrussischer Physiker (Fachgebiet Lasertechnik), die Mutter war als Spezialistin im Sprengwesen tätig. Er begann mit ungefähr neun Jahren Schach zu spielen. Für kurze Zeit wurde Ljudmila Finarewa in einem Pionierhaus seine Trainerin, danach übernahm diese Aufgabe Melikset Khachiyan. Im Sommer 1992 nahm er unter dem Namen seines Vaters Aronow an der U10-Weltmeisterschaft in Duisburg teil. 1994 wurde er Jugendweltmeister U12 in Szeged, vor den späteren Weltklassespielern Étienne Bacrot, Ruslan Ponomarjow, Francisco Vallejo Pons und Alexander Grischtschuk, und erhielt daraufhin von der FIDE den Titel FIDE-Meister verliehen. Ein Jahr darauf gewann er in Paris die Jugendschnellschachweltmeisterschaft U14, bei der er noch 1994 in der U12 auf dem dritten Platz landete. 1996 erhielt er den Titel Internationaler Meister. 1997 gewann Aronjan den Kasparov Cup, ein bedeutendes Jungmeisterturnier, in Moskau. Im nächsten Jahr konnte er die Jugendeuropameisterschaft U20 in Jerewan für sich entscheiden. Im Jahr 1999 gewann er in Jerewan die Meisterschaft Armeniens und war Mitglied der armenischen Nationalmannschaft, die in Batumi die Europamannschaftsmeisterschaft gewann. Im Mai 2000 verlieh ihm die FIDE den Großmeistertitel.
2002 wurde Aronjan Juniorenweltmeister U20 in Panaji (Goa). 2003 gewann er in Mainz das Chess960-Open. Aronjan, der zwischenzeitlich in Deutschland wohnte, gewann 2004 die Deutsche Internet-Meisterschaft. Bei der FIDE-Weltmeisterschaft in Tripolis im gleichen Jahr schied er nach Erfolgen gegen Magnus Carlsen und Qədir Hüseynov in der dritten Runde gegen Pawel Smirnow aus. 2005 gewann er das Open von Gibraltar, gemeinsam mit Hikaru Nakamura und Boris Awruch, und ein sehr stark besetztes Turnier in Stepanakert (Bergkarabach), vor unter anderem Hikaru Nakamura und Wassyl Iwantschuk. Bei der Europameisterschaft in Warschau 2005 errang er, nach Stichkämpfen, Bronze. Aronjan gewann zum Ende des Jahres den im K.-o.-System ausgespielten FIDE-Weltpokal in Chanty-Mansijsk; er besiegte im Finale den Ukrainer Ruslan Ponomarjow 2:0 im Schnellschachstechen (1:1 nach Turnierpartien).

### Höhepunkte
Im Jahre 2006 gelang ihm der bis dahin bedeutendste (Einzel-)Erfolg seiner Karriere: Er gewann das Traditionsturnier von Linares (erstmals zur Hälfte in Morelia ausgetragen) vor Wesselin Topalow und Teymur Rəcəbov, nachdem ihm in der letzten Runde ein Sieg über Péter Lékó gelungen war. Zudem wurde er im August 2006 in Mainz bei den Chess Classic durch seinen 5:3-Sieg gegen Peter Swidler Weltmeister im Chess960.
Im Juni 2006 gewann er mit der armenischen Nationalmannschaft die Goldmedaille bei der Schacholympiade in Turin.
Im Januar 2007 gewann Aronjan zusammen mit den punktgleichen Wesselin Topalow und Teymur Rəcəbov das Großmeister-Turnier in Wijk aan Zee. Sein Sieg über Viswanathan Anand im Turnier von Morelia/Linares wurde zur besten Partie des Jahres 2007 gewählt.
Im Mai 2007 besiegte er den Weltmeister Wladimir Kramnik in einem Schnellschach-Wettkampf in Jerewan mit 4:2 (3 Siege, 1 Niederlage, 2 Remis). Im August 2007 verteidigte er im Mainzer Chess Classic seinen Chess960-Weltmeistertitel gegen Anand erst im Blitz-Stichkampf.
Mit seinem Erfolg beim Schach-Weltpokal 2005 qualifizierte sich Aronjan zugleich für das von der FIDE wieder eingeführte Kandidatenturnier (2007) zur Weltmeisterschaft, dort wurden durch Zweikämpfe im K.-o.-System unter 16 Spielern vier WM-Teilnehmer ermittelt. In der ersten Runde bezwang Aronjan das norwegische Schachtalent Magnus Carlsen nach Stichkampf (+2 =2 −2, Stichkampf: 4:2), in der zweiten Runde siegte er gegen Alexei Schirow (+1 =5 −0) und qualifizierte sich dadurch für das Weltmeisterschaftsturnier 2007 in Mexiko, wo er schließlich über den vorletzten Platz nicht hinauskam.
Zusammen mit Carlsen gewann Aronjan im Januar 2008 das Corus-Turnier in Wijk aan Zee, unter 14 Teilnehmern mit einem Elo-Schnitt von 2742 (Kategorie 20) erzielten beide 8 Punkte aus 13 Partien. Im März gewann er das Melody-Amber-Turnier in Nizza, bei dem er im Schnellschach das Feld mit 2,5 Punkten Vorsprung dominierte und auch in der Blindschach-Wertung auf den geteilten ersten Rang kam. Im August 2008 gewann er unter 14 Teilnehmern die zweite Veranstaltung des FIDE Grand Prix 2008–2010 in Sotschi, ein Turnier der Kategorie 19. In 13 Partien erzielte er 8,5 Punkte. Nachdem er im April 2009 auch das vierte Turnier der Serie in Naltschik gewann (8,5 Punkte aus 13 Partien) und im August 2009 beim fünften Turnier in Dschermuk mit 8 Punkten aus 13 Partien den zweiten Platz belegte, sicherte er sich vorzeitig den Gesamtsieg. Im November 2008 gewann er mit der armenischen Mannschaft die Goldmedaille bei der Schacholympiade in Dresden. Am Spitzenbrett erzielte er 5,5 Punkte aus zehn Partien (+2 = 7 -1).
Im März 2009 gewann er erneut die Gesamtwertung beim Melody Amber-Turnier. Bei den Chess Classic in Mainz gewann er im August 2009 die Grenkeleasing-Weltmeisterschaft im Schnellschach, verlor jedoch seinen Chess960-Weltmeistertitel an Hikaru Nakamura. Das Grand-Slam-Finale in Bilbao gewann er im September 2009 mit 4,5 Punkten aus sechs Partien, er war als Ersatzspieler für Wesselin Topalow angetreten. Im November 2010 gewann er in Moskau die Blitzschach-Weltmeisterschaft. Beim Kandidatenturnier 2011 schied Aronjan etwas überraschend bereits in der ersten Runde mit 1,5-2,5 gegen Alexander Grischtschuk aus. Im Juli 2011 spielte er für Armenien am Spitzenbrett bei der Mannschafts-Weltmeisterschaft und trug mit seinem Ergebnis von 5 Punkten aus acht Partien zum Titelgewinn bei. Im Januar 2012 gewann er das Tata-Steel-Schachturnier in Wijk aan Zee mit 9 Punkten aus 13 Partien (+7 =4 −2). Im Januar 2014 gewann er dieses Turnier abermals, mit 8 Punkten aus 11 Partien (+6 =4 −1). Im September 2015 gewann Aronian mit 6 Punkten aus 9 Runden den Sinquefield Cup in St. Louis. Im April 2017 gewann er das Grenke Chess Classic vor Fabiano Caruana und Weltmeister Magnus Carlsen. Nur zwei Monate später gewann er auch das Altibox Norway Chess Turnier mit 6/9 Punkten vor Hikaru Nakamura und Wladimir Kramnik.

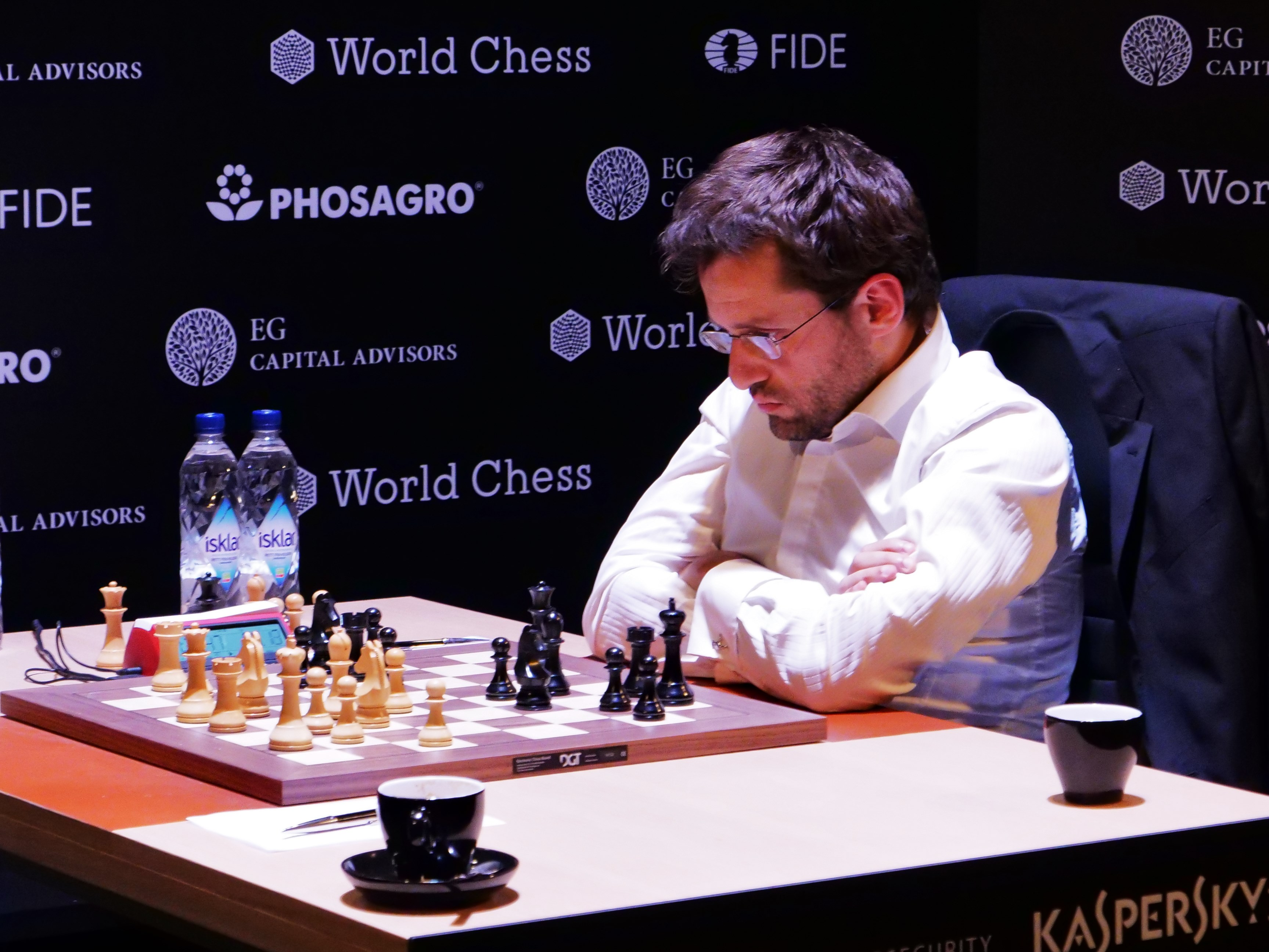
Kandidatenturnier Berlin 2018 (6. Runde)

Im August 2017 wurde er beim Sinquefield Cup in St. Louis Vierter und gewann das daran anschließende Saint Louis Rapid & Blitz mit einem Sieg im Schnellschach-Bewerb und einem zweiten Platz im Blitzschach. Im September 2017 gewann Aronian den Weltpokal, der im K.-o.-System ausgetragen wird, in Tiflis. Nachdem er in den vorhergegangenen Runden bereits den Südafrikaner Daniel Cawery, die Chinesin Hou Yifan, den Russen Maxim Matlakow, dessen Landsmann Daniil Dubow, den Ukrainer Wassyl Iwantschuk und den Franzosen Maxime Vachier-Lagrave besiegt hatte, setzte er sich im Finale gegen den Chinesen Ding Liren im Tie-Break durch. Durch seinen Sieg beim Weltcup qualifizierte sich Aronjan für das Kandidaten-Turnier 2018, in dem der Herausforderer von Weltmeister Magnus Carlsen ermittelt wurde. Aronjan beendete das Turnier mit 4,5 von 14 Punkten als letzter der acht Teilnehmer.
2018 gewann Aronjan das Tradewise Gibraltar Masters nach Siegen in Stichkämpfen über Richárd Rapport und Maxime Vachier-Lagrave.
Am 4. Juli 2021 gewann Aronjan das Schnellschach-Turnier Asian Rapid der Online-Turnierserie Champions Chess Tour im Finale gegen Wladislaw Artemjew, nachdem er die Vorrunde als Spitzenreiter beendet und im Halbfinale Weltmeister Magnus Carlsen besiegt hatte.
Mit seiner besten Elo-Zahl im Nahschach von 2830 im März 2014 nahm Aronjan den zweiten Platz der FIDE-Weltrangliste ein. Im April 2019 lag er auf Platz 5 der Chess960-Weltrangliste mit einer WNCA-IPS (Individual Player Strength der World New Chess Association) von 2779.

### Elo-Entwicklung
| Die zur Anzeige dieser Grafik verwendete Erweiterung wurde dauerhaft deaktiviert. Wir arbeiten aktuell daran, diese und weitere betroffene Grafiken auf ein neues Format umzustellen. (Mehr dazu) |

## Nationalmannschaft

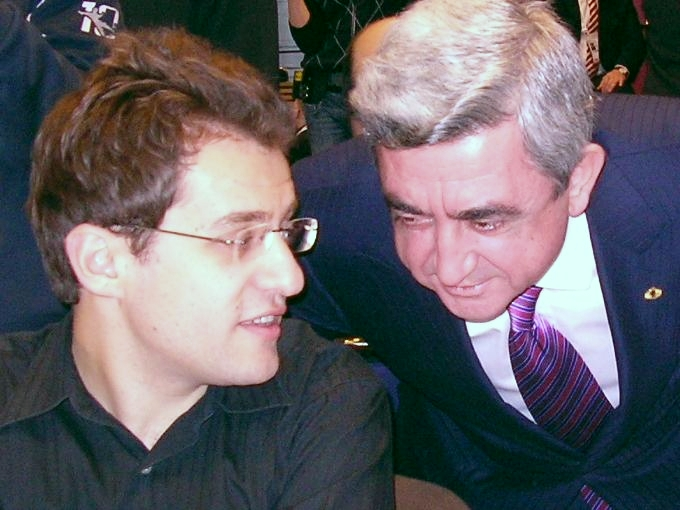
Lewon Aronjan und Staatspräsident Sersch Sargsjan bei der Schacholympiade 2008 in Dresden

Aronjan nahm zum ersten Mal 1996 am zweiten Reservebrett von Armeniens B-Mannschaft an einer Schacholympiade teil (als Ausrichter durfte Armenien damals mit zwei Mannschaften teilnehmen). Seit 2004 hat er mit der armenischen Mannschaft an allen Schacholympiaden teilgenommen und gewann diese 2006 in Turin, 2008 in Dresden und 2012 in Istanbul, wobei er 2012 außerdem die beste Elo-Leistung am Spitzenbrett erspielte. 2004 erreichte er mit der Mannschaft den dritten Platz, 2010 gelang ihm das zweitbeste Ergebnis am ersten Brett.
Außerdem nahm Aronjan an den Mannschaftsweltmeisterschaften 2005, 2010, 2011, 2013 und 2015 sowie an den Mannschaftseuropameisterschaften 1999, 2005, 2007, 2009, 2011, 2013 und 2015 teil. Mit der Mannschaft gewann er die Mannschaftsweltmeisterschaft 2011 und die Mannschaftseuropameisterschaft 1999, erreichte bei den Europameisterschaften 2007 und 2015 jeweils den zweiten, bei den Weltmeisterschaften 2005 und 2015 jeweils den dritten Platz. In der Einzelwertung gewann er bei den Weltmeisterschaften 2013 und 2015
jeweils am Spitzenbrett, erreichte bei den Weltmeisterschaften 2005, 2010 und 2011 sowie bei den Europameisterschaften 2011 und 2015 ebenfalls jeweils am ersten Brett das zweitbeste und bei der Mannschafts-EM 2013 das drittbeste Ergebnis am Spitzenbrett.

## Vereine

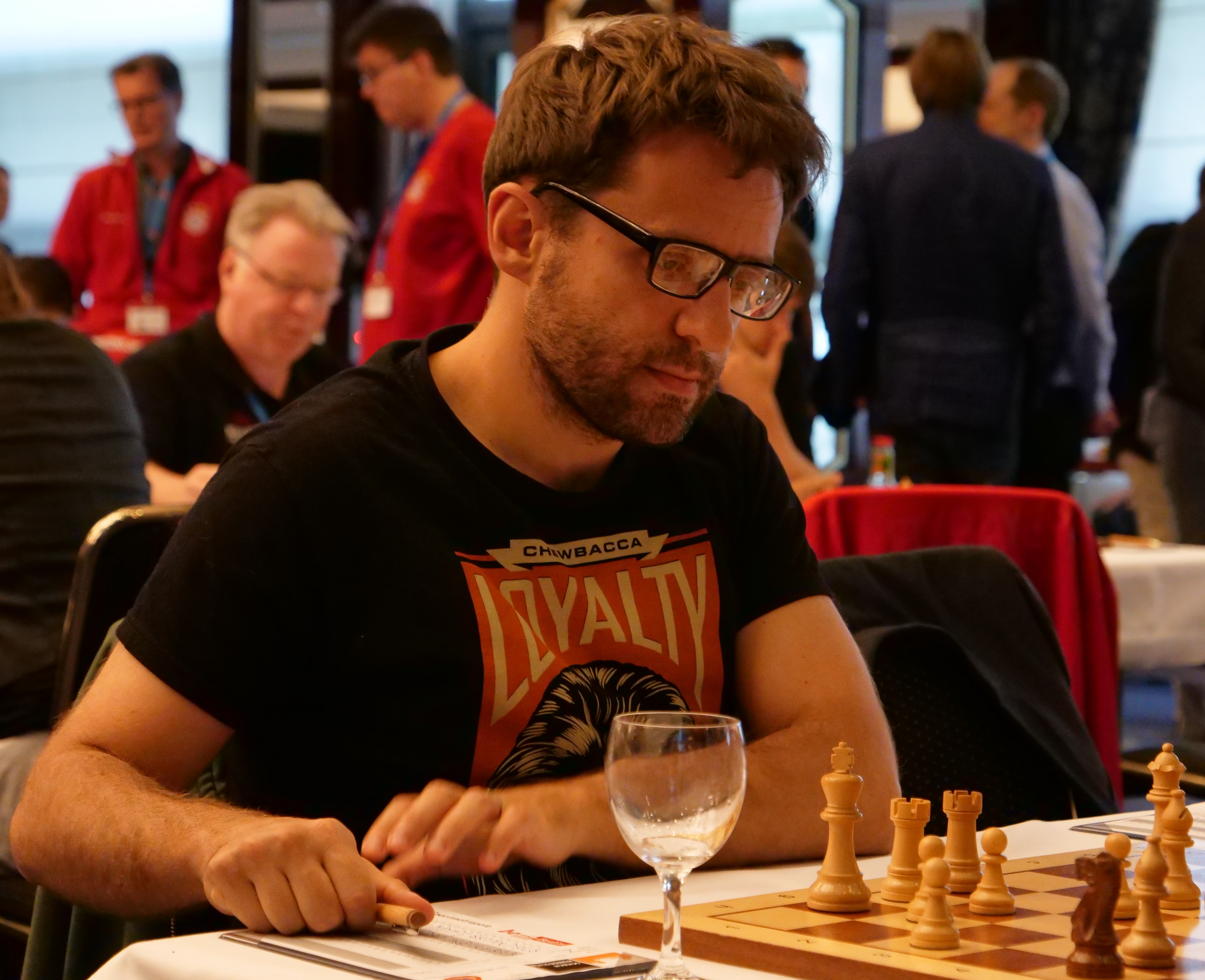
Aronjan am Spitzenbrett für die OSG Baden-Baden in der Bundesliga-Endrunde 2018

Von 2000 bis 2004 spielte Aronjan in der deutschen Schachbundesliga beim SV Wattenscheid, von 2004 bis 2008 für den SC Kreuzberg. Für die Saison 2011/12 wurde er von den Schachfreunden Berlin verpflichtet. Er spielte nur an Brett 2, weil sein Schüler Hrant Melkumjan an Brett 1 Erfahrungen gegen möglichst starke Gegner sammeln sollte. Er holte dabei 2,5 Punkte aus drei Partien. Seit der Saison 2012/13 ist er bei der OSG Baden-Baden gemeldet und wurde mit dieser 2013, 2014, 2015, 2017, 2018, 2019 und 2020 deutscher Mannschaftsmeister. Die niederländische Meesterklasse gewann Aronjan 2005 mit ZZICT/De Variant Breda, in Frankreich spielte er in der Saison 2003/04 bei Mulhouse Philidor und in der Saison 2004/05 bei Echiquier Nanceien. In Russland spielte er bei Tomsk-400, mit dem er 2005 sowohl die russische Mannschaftsmeisterschaft als auch den European Club Cup gewann, sowie bei Siberia Nowosibirsk, mit dem er 2015 diese Erfolge wiederholte, in Armenien für MIKA Jerewan, mit dem er dreimal am European Club Cup teilnahm. In der spanischen Mannschaftsmeisterschaft spielte Aronjan 2005 und 2006 für die Mannschaft von CA Linex-Magic Mérida, mit der er 2006 Meister wurde.

## Stil
Aronjan bezeichnet sich selbst scherzhaft als „billigen Taktiker“ und sagt, er strebe vor allem „schräge“ (engl. crooked), unklare Positionen an. Weiterhin bezeichnete er seine Eröffnungsvorbereitung als Schwäche. Generell gilt er als sehr stark im Endspiel. „Ich bin aus dem Kaukasus, also ein emotionaler Mensch. Deswegen bin ich erfolgreich beim Schnell- und Blitzschach – schnell reagieren, mit dem Herzen spielen, nicht der Logik unterwerfen.“, erzählt er im Interview mit dem Journalisten Tigran Petrosyan.
Als Weiß spielt er geschlossene Eröffnungen (sowohl über 1. d4 als auch mit 1. c4); mit Schwarz erwidert er auf 1. e4 mit e5 (überwiegend mit Übergang in den geschlossenen Spanier). Gegen geschlossene Eröffnungen spielt er mit Schwarz eine größere Zahl verschiedener Systeme wie abgelehntes Damengambit, Slawisch, Damenindisch und Nimzo-Indisch.
Aronjans Stil ist exemplarisch in der „Partie des Jahres 2007“ zu erkennen, in der er den damaligen Weltmeister Anand schlug.

## Partiebeispiel
|   | a | b | c | d | e | f | g | h |   |
| 8 |   |   |   |   |   |   |   |   | 8 |
| 7 |   |   |   |   |   |   |   |   | 7 |
| 6 |   |   |   |   |   |   |   |   | 6 |
| 5 |   |   |   |   |   |   |   |   | 5 |
| 4 |   |   |   |   |   |   |   |   | 4 |
| 3 |   |   |   |   |   |   |   |   | 3 |
| 2 |   |   |   |   |   |   |   |   | 2 |
| 1 |   |   |   |   |   |   |   |   | 1 |
|   | a | b | c | d | e | f | g | h |   |

In der folgenden Partie gewann Aronjan mit den weißen Steinen gegen Caruana beim Sinquefield Cup in St. Louis 2015.
Aronjan–Caruana 1:0
St. Louis, 23. August 2015
Abgelehntes Damengambit, D37
1. d4 Sf6 2. c4 e6 3. Sf3 d5 4. Sc3 Le7 5. Lf4 0–0 6. e3 Sbd7 7. c5 Se4 8. Tc1 Sxc3 9. Txc3 b6 10. c6 Sf6 11. a3 a5 12. Ld3 Se4 13. Tc2 f6 14. De2 Ld6 15. 0–0 g5 16. Lxd6 Sxd6 17. Te1 a4 18. Sd2 e5 19. e4 f5 20. f3 dxe4 21. fxe4 Ta5 22. exf5 Sxf5 23. Lc4+ Kg7 24. d5 Te8 25. Se4 Sd4 26. Dh5 Sxc2 27. Sxg5 Lf5 28. Tf1 Df6 29. Se6+ Txe6 30. Txf5 Dg6 31. dxe6 Dxh5 32. Txh5 Sd4 33. e7 Ta8 34. Txe5 Te8 35. Te4 Sf5 36. Le6 Sd6 37. Ld7 Sxe4 38. Lxe8 Kf6 39. Lg6 1:0

## Schachkomposition
Aronjan ist mit einer Endspielstudie im FIDE-Album 2013–2015 vertreten, wofür er 0,55 Punkte in Richtung eines Kompositionstitels erhält.

## Privates
Vom 30. September 2017 bis zu ihrem Tod am 30. März 2020 – infolge eines Straßenverkehrsunfalls am 14. März 2020 – war Aronjan mit Arianne Caoili verheiratet.
2014 wurde ihm die Ehrenbürgerschaft der Stadt Jerewan verliehen.